# Arizona City
Arizona City (o'odham Al Ṣon) és una concentració de població designada pel cens del Comtat de Pinal a l'estat d'Arizona als Estats Units d'Amèrica.

## Demografia
Segons el cens del 2000 Arizona City tenia 4.385 habitants., 1.770 habitatges, i 1.369 famílies La densitat de població era de 277,6 habitants/km².
Dels 1.770 habitatges en un 27,7% hi vivien nens de menys de 18 anys, en un 64,9% hi vivien parelles casades, en un 8% dones solteres, i en un 22,6% no eren unitats familiars. En el 17,9% dels habitatges hi vivien persones soles el 8,2% de les quals corresponia a persones de 65 anys o més que vivien soles. El nombre mitjà de persones vivint en cada habitatge era de 2,47 i el nombre mitjà de persones que vivien en cada família era de 2,76.
Per edats la població es repartia de la següent manera: un 23,1% tenia menys de 18 anys, un 6,5% entre 18 i 24, un 24,9% entre 25 i 44, un 23,4% de 45 a 60 i un 22,1% 65 anys o més.
L'edat mediana era de 41 anys. Per cada 100 dones de 18 o més anys hi havia 97,3 homes.
La renda mediana per habitatge era de 37.432 $ i la renda mediana per família de 41.500 $. Els homes tenien una renda mediana de 33.611 $ mentre que les dones 25.614 $. La renda per capita de la població era de 19.037 $. Aproximadament el 5,3% de les famílies i el 6,2% de la població estaven per davall del llindar de pobresa.

## Poblacions properes
El següent diagrama mostra les poblacions més properes.